# Nanjung Ilgi
Nanjung Ilgi (hangul: 난중일기; hanja: 亂中日記) ori Jurnalul de razboi al lui Yi Sun-sin este un jurnal personal tinut de amiralul Yi Sun-sin (Hangul: 이순신, Hanja: 李舜臣) in perioada  Dinastiei Joseon. A fost scris intre 1 ianuarie 1592 si  17 noiembrie 1598 de catre amiralul insusi . 